# مصطفی کریم
مصطفی کریم (عربی: مصطفى كريم عبدالله؛ زادهٔ ۲۱ ژوئیهٔ ۱۹۸۷) یک بازیکن فوتبال اهل عراق است.
از باشگاه‌هایی که در آن بازی کرده‌است می‌توان به باشگاه ورزشی اسماعیلی، باشگاه فوتبال نیروی هوایی عراق، بنی یاس، الشارجه، الکهربا، اربیل، باشگاه ورزشی السیلیه، الشرطه، الشرطه، باشگاه فوتبال نیروی هوایی عراق، تیم ملی فوتبال زیر ۲۳ سال عراق، تیم ملی فوتبال عراق، و سیزم اشاره کرد.
وی همچنین در تیم‌های ملی فوتبال Iraq U-19 Iraq U-23 Iraq U-21 تیم ملی فوتبال عراق Iraq Military بازی کرده‌است.